# Ernest Higgins
Ernest Wilfred Higgins (* 1908 in Manchester; † 1996 ebenda) war ein britischer Radrennfahrer und nationaler Meister im Radsport.

## Sportliche Laufbahn
Higgins gewann 1934 bei den Commonwealth Games im Bahnradsport die Goldmedaille im Zeitfahren und im Sprint. 1928 bis 1931 sowie 1936 und 1937 wurde er nationaler Meister im Tandemrennen mit John Sibbit als Partner.
1935 wurde er Zweiter der nationalen Meisterschaft im Sprint, die in jenem Jahr international ausgeschrieben war und von Toni Merkens gewonnen wurde. 1936 wurde er Dritter der Meisterschaft.